# Reinhart Guib

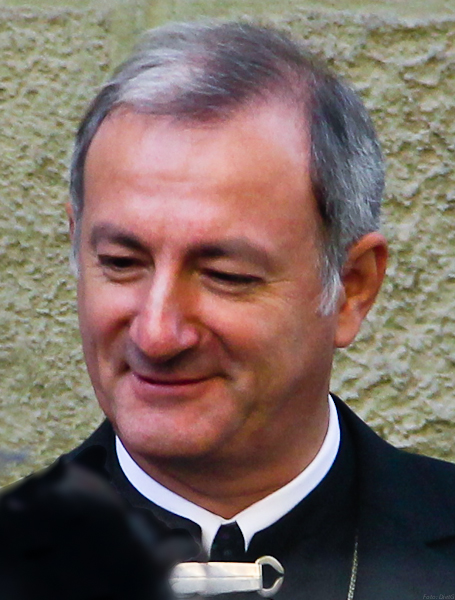
Reinhart Guib, Bischof der evangelischen Kirche A.B. in Rumänien

Reinhart Guib (* 26. November 1962 in Mediasch) ist ein siebenbürgisch-sächsischer Theologe und seit dem 12. Dezember 2010  Bischof der Evangelischen Kirche A.B. in Rumänien.

## Leben
Guib entstammt einer siebenbürgisch-sächsischen Familie und wurde 1962 in Mediasch geboren. Er studierte von 1984 bis 1989 in Hermannstadt evangelische Theologie und absolvierte sein Vikariat in der Kirchengemeinde von Fogarasch. Im Jahr 1990 bekam er seine erste Pfarrstelle in Ticușul Vechi (Deutsch-Tekes) – Gemeindesitz der Gemeinde Ticușu –, einem kleinen Dorf im Repser Land (heute Kirchenbezirk Kronstadt). Diese Jahre unmittelbar nach der Rumänischen Revolution vom Dezember 1989 waren durch die massenhafte Auswanderung der Siebenbürger Sachsen nach Deutschland geprägt, wodurch auch die Zahl der Glieder der evangelischen Kirchengemeinden rapide zurückging. Auch viele Pfarrer der evangelischen Landeskirche verließen Rumänien, doch Reinhart Guib entschloss sich zu bleiben.
Im Jahr 1994 wurde er als Pfarrer in seine Heimatstadt Mediasch gerufen. 1995 wurde er zusätzlich zum Dechanten des Mediascher Kirchenbezirks bestellt. Damit war nun auch für die Aufsicht über die Seelsorge in den ländlichen Gemeinden zuständig. Die Gemeinden in Baaßen, Bonnesdorf, Eibesdorf, Großprobstdorf, Kleinblasendorf, Bogeschdorf, Meschen, Nimesch und Sankt Martin wurden von ihm direkt betreut, da es dort keinen Pfarrer mehr gab. 1997 wurde er ins Landeskonsistorium gewählt. Neben zahlreichen Visitationen in den Kirchengemeinden waren diese Jahre von der Verwaltung der kirchlichen Liegenschaften geprägt, die während der Zeit des Kommunismus enteignet worden waren und nun vom rumänischen Staat, wenn auch zögerlich, restituiert wurden. Zahlreiche Gerichtsverfahren und Verhandlungen mussten deshalb geführt werden. Im Jahr 2000 wurde er zum Präsidenten des Mediascher KirchenBurgenSchutzVereins (KBSV) gewählt. 2002 übernahm er die Geschäftsführung der Stadtgemeinde Mediasch. Er war auch am Aufbau des neugegründeten Gustav-Adolf-Werks in Rumänien beteiligt, dessen erster Präsident er von 2003 bis 2009 war. Dank der gesammelten Diaspora-Erfahrung im ländlichen und beim Gemeindeaufbau im städtischen Bereich wurde er im Jahr 2007 zum Bischofsvikar berufen, dem höchsten geistlichen Amt in der Landeskirche nach dem Bischof.
Am 27. November 2010 wählte die Landeskirchenversammlung Reinhart Guib zum neuen Bischof der evangelischen Landeskirche A. B. in Rumänien. Am 12. Dezember 2010 wurde er im Zuge eines Festgottesdienstes in Hermannstadt in sein Amt eingeführt.
Reinhart Guib ist verheiratet und Vater dreier Kinder. Bis zu seiner Bestellung zum Bischof hat die Familie in der Mediascher Kirchenburg gelebt.